# Dollar Down
Dollar Down is een Amerikaanse dramafilm uit 1925 onder regie van Tod Browning. De film is deels verloren gegaan.

## Verhaal
In een van haar pogingen om te ontsnappen aan de armoede ruïneert Ruth Roland bijna haar familie. Ze is verliefd op de piloot en uitvinder Grant Elliot, maar ze komt toch in de verkeerde milieus terecht. Ze wordt al gauw beschuldigd van verduistering.

## Rolverdeling
| Acteur            | Personage       |
| ----------------- | --------------- |
| Ruth Roland       | Ruth Craig      |
| Henry B. Walthall | Alec Craig      |
| Mayme Kelso       | Mevrouw Craig   |
| Earl Schenck      | Grant Elliot    |
| Claire McDowell   | Mevrouw Meadows |
| Roscoe Karns      | Gene Meadows    |
| Jane Mercer       | Betty Meadows   |
| Lloyd Whitlock    | Howard Steele   |
| Otis Harlan       | Norris          |
| Edward W. Borman  | Tilton          |
| Newton Hall       | Kleine jongen   |
| Pat Wing          | Klein meisje    |
| Toby Wing         | Klein meisje    |